# Plzeň-Sul (distrito)
Okres Plzeň-jih é um distrito da República Checa na região de Pilsen, com uma área de 108 km² com uma população de 681 habitantes (2002) e com uma densidade populacional de 6 hab/km².